# フジテレビ「パン」シリーズ
フジテレビ「パン」シリーズは、フジテレビジョンで平日深夜に放送されていた一連のトークバラエティ番組。

## 概要
2000年10月に放送開始。普通のトーク番組とは違い、新人女子アナに経験ゼロの段階からキャリアを積ませる、というコンセプトも持ち合わせる。そのため、新人アナウンサーの個性がそのまま放送に反映されるのが特徴。
途中ブランクがあるものの、2020年7月現在で10人の女子アナが司会を担当し、アナウンサーごとに番組名が異なる。千野志麻の場合はズボン（ボトムス）の種類の一つであるチノ・パンツにかけたものだったが、「アヤパン」以降も名前と語尾に「パン」を付けるようになり（結果的に生野陽子の場合はショートパンツの略称に、山﨑夕貴の場合は山崎製パンにかけたものとなった）、また番組名自体が担当アナ自身の愛称としても使われるようになった。当時TBSテレビの枡田絵理奈が『マスパン』と呼ばれるなど、他局にまで波及している。
番組の放送期間は、当初は9ヶ月から1年と不定であったが、4代目の『カトパン』から6代目の『ヤマサキパン』までは10月開始で翌年3月終了（放送期間が6か月間）に固定されるようになった。また、『カトパン』から『ミタパンブー』までは、その年に入社した女子アナの1人がこの番組を担当し、担当しなかったアナウンサーのうち1人を『アナ★バン!』のMCに起用するのが慣行であった。同年度入社の女子アナが3人以上だったあるいは入社年度に放送が無かったため、両番組MC未経験の女子アナもいる。
2012年4月から9月には、本シリーズにちなみ同局で放送されているアニメ『トリコ』の中でアニメオリジナルキャラクターであるティナ（声 - 水樹奈々）がMCを務めるコーナー「ティナパン」が開始された。このコーナーも本編に登場するキャラクター1人をゲストとして迎えてトークする内容である。
番組冒頭（オープニング）でのタイトルコールの際、左腕を右腕の肘に当て右手の人差し指を突き出すポーズを取りながら、「○○パン レディー・ゴー！」（ただし「ミタパンブー」では「ミタパン レディー・ブー！」）の決め台詞とともに番組がスタートするスタイルは、「アヤパン」から始まったものであり、5年後に再開することとなる「ショーパン」以降「ミタパンブー」まで引き継がれたが、「ミカパン」では行われなかった。「ユミパン」では行われた。
なお、この番組を担当した10名の女子アナのうち松村未央を除く9名がめざましテレビへのレギュラー出演の経験があり、さらに高島彩・生野陽子・加藤綾子・永島優美は同番組のメインキャスターになるなどフジテレビの女性アナウンサーの出世番組の位置づけがなされている。

## 歴代アナウンサー
太文字は、現所属のアナウンサー。
1. チノパン（2000年10月 - 2001年9月） - 千野志麻
2. アヤパン（2001年10月 - 2002年6月） - 高島彩
3. ショーパン（2007年10月 - 2008年9月） - 生野陽子
4. カトパン（2008年10月 - 2009年3月） - 加藤綾子
5. ミオパン（2009年10月 - 2010年3月） - 松村未央
6. ヤマサキパン（2010年10月 - 2011年3月） - 山﨑夕貴
7. ミタパン（番組名は『ミタパンブー』）（2012年1月 - 2012年9月） - 三田友梨佳
8. ミカパン（2013年10月 - 2014年3月） - 三上真奈
9. ユミパン（2014年10月 - 2015年3月） - 永島優美
10. クジパン（2017年7月 - 9月） - 久慈暁子